# Uganda en los Juegos Olímpicos de Moscú 1980
Uganda estuvo representada en los Juegos Olímpicos de Moscú 1980 por un total de 13 deportistas que compitieron en 2 deportes.

## Medallistas
El equipo olímpico ugandés obtuvo las siguientes medallas:
| Nombre      | Deporte | Competición      |
| ----------- | ------- | ---------------- |
| Oro         |         |                  |
| —           |         |                  |
| Plata       |         |                  |
| John Mugabi | Boxeo   | Wélter (67 kg) M |
| Bronce      |         |                  |
| —           |         |                  |